# Prosopocera congoana
Prosopocera congoana là một loài bọ cánh cứng trong họ Cerambycidae.